# Effektive Populationsgröße
Die effektive Populationsgröße ({\displaystyle N_{e}}) ist eine Einheit in der Biologie, welche u. a. verwendet wird, um die kleinste überlebensfähige Population (MVP= minimum viable population) zu berechnen. 

## Eigenschaften
Die effektive Populationsgröße beruht auf der Fortpflanzungsrate einer idealisierten Population mit zufälliger Allelverteilung. Die Gesamtgröße einer Population kann irreführend sein, da nicht alle Mitglieder der Population sich fortpflanzen und ihre Allele nicht an die nachfolgende Generation weitergeben können. Um daher die kleinste lebensfähige Population sinnvoll abzuschätzen, wird die effektive Populationsgröße nach folgender Formel berechnet:
{\displaystyle N_{e}={4N_{f}N_{m} \over N_{f}+N_{m}}}
Hierbei stehen {\displaystyle N_{f}} für die Zahl der Weibchen in der Population und {\displaystyle N_{m}} für die Zahl der Männchen in der Population.
Wenn sich beispielsweise in einer Population von 1000 Individuen 400 fortpflanzungsfähige Weibchen und 400 fortpflanzungsfähige Männchen befinden, errechnet sich 
{\displaystyle N_{e}} = (4 × 400 × 400) / (400 + 400) = 800 (bzw. 80 %).
In tatsächlich untersuchten Populationen beläuft sich {\displaystyle N_{e}} stets nur auf einen Bruchteil der Gesamtpopulation, da zahlreiche Einflüsse auf die Individuen wirken und ihre Fortpflanzungsmöglichkeit einschränken.
Das Ziel der Erhaltung einer {\displaystyle N_{e}}, die über der kleinsten überlebensfähigen Population (MVP) liegt, entstand aus der Sorge, ob Populationen genügend genetische Variabilität aufweisen, um sich durch Evolution anpassen zu können.